# Chris Hooper
Christopher Jaleel Hooper (* 24. Dezember 1991) ist ein US-amerikanischer Basketballspieler.

## Werdegang
Der aus Bronx stammende Hooper begann mit 17 Jahren mit dem Basketballsport. Er war Mitglied der Mannschaft der Satellite Academy in New York, dann in der Saison 2011/12 des im Bundesstaat Illinois gelegenen Kaskaskia College und 2012/13 des Odessa College in Texas. In der Saison 2013/14 pausierte Hooper, ehe er von 2014 bis 2016 für das St. Francis Brooklyn College spielte. Für die Hochschule aus der ersten NCAA-Division stand er in 67 Partien auf dem Feld: In der Saison 2014/15 brachte es Hooper auf Mittelwerte von 5,7 Punkten und 4,2 Rebounds pro Einsatz, im Spieljahr 2015/16 waren es 11,3 Punkte sowie 5,1 Rebounds je Begegnung.
Der US-Amerikaner schlug eine Laufbahn als Berufsbasketballspieler ein und wurde im Juli 2016 von den Reading Rockets aus der zweithöchsten englischen Liga NBL verpflichtet. Die Basketball-Nachrichtenseite eurobasket.com zeichnete Hooper als besten Spieler der NBL-Saison 2016/17 aus.
Zur Saison 2017/18 wechselte er zur Mannschaft Oberá TC nach Argentinien. Nach zwei Spieljahren verließ er Oberá im Sommer 2019 und schloss sich dem deutschen Drittligisten Itzehoe Eagles an. Mit Itzehoe gewann er in der Saison 2019/20 die Hauptrundenmeisterschaft in der 2. Bundesliga ProB Nord, war mit 19,5 Punkten und 10,3 Rebounds je Begegnung an diesem Erfolg beteiligt und wurde als bester ProB-Spieler der Saison ausgezeichnet. Im Spieljahr 2020/21 gelang Hooper mit den Norddeutschen der Einzug in die ProB-Endspiele, die wegen der andauernden Covid-19-Pandemie nicht ausgetragen wurden. Hooper erreichte in der Saison statistische Werte (19,1 Punkte, 10,5 Rebounds/Spiel), die fast denen seines ersten Itzehoer Jahres entsprachen. Anders als 2020, als Itzehoe das ProA-Aufstiegsrecht ausschlug, wurde 2021 der Sprung in die zweithöchste Spielklasse wahrgenommen, Hooper blieb den Norddeutschen in der ProA treu. Er war in der 2. Bundesliga ProA wieder bester Korbschütze der Mannschaft (15,8 Punkte/Spiel) und mit 7,7 Rebounds je Begegnung ebenfalls führend, verpasste mit Itzehoe in der Saison 2021/22 jedoch den Klassenverbleib.
Anfang August 2022 gab Zweitligist Eisbären Bremerhaven Hoopers Verpflichtung bekannt. Im November 2022 wurde sein Vertrag in Bremerhaven aufgelöst, Hooper kam in sieben Ligaspielen für die Mannschaft auf Mittelwerte von 8,7 Punkten und 3,9 Rebounds. Zu Jahresbeginn 2023 schloss er sich San Isidro San Francisco in Argentinien an. Dort spielte er bis Mai 2024 und danach im Frühsommer 2024 beim Club Deportes Las Ánimas in Chile. Im August 2024 wurde Hooper vom argentinischen Verein Club de Regatas verpflichtet.